# Musée de minéralogie de Naples
Pour les articles homonymes, voir Musée de minéralogie.
Le musée royal de minéralogie de Naples a été créé en 1801 par Ferdinand Ier de Bourbon, c'était alors le premier du genre en Italie. Il est situé dans l'ancienne bibliothèque du Collège Massimo dei Gesuiti, où il se trouve toujours. 
De nombreux chercheurs importants y ont travaillé, notamment Matteo Tondi, Carminantonio Lippi, Arcangelo Scacchi et Ferruccio Zambonini. En 1845, le musée accueillit le VIIe Congrès des scientifiques italiens, auquel participèrent six cent onze scientifiques.
Le musée conserve environ 30 000 échantillons, dont certains sont très rares en termes de taille ou de beauté. Il fait aujourd'hui partie du musée des sciences physiques et naturelles de l'Université de Naples - Frédéric II. 

## Histoire
Le roi Ferdinand Ier a commandé le musée royal de minéralogie au moment où le souverain élargissait la collection de peintures du musée royal de Capodimonte et posait les fondations du jardin botanique, malgré les conditions économiques critiques du royaume. Le souverain ordonna de placer les premières trouvailles dans l'ancienne bibliothèque du collège des jésuites et chargea Giuseppe Melograni, alors titulaire de la chaire de minéralogie de l'université de Naples, d'organiser les collections. Les vitrines séparaient les collections en une partie d’oritologie dédiée aux fossiles (pour la plupart étrangers) et une en géologie, comprenant une riche collection de minéraux apportés à grands frais par les émissaires du roi parmi lesquels Matteo Tondi, Vincenzo Raimondini et Carminantonio Lippi. Le premier directeur du musée fut Cadronchi, assisté de Giuseppe Melograni lui-même. 

## Collections
- Spécimens prélevés entre 1789 et 1797 sur des sites miniers désaffectés.
- la collection Vésuvienne de la salle Scacchi (22 nouveaux spécimens ont été signalés par Scacchi et les dernières découvertes effectuées à Somma-Vesuvius, dont le seul exemple au monde d'une espèce minérale de panunzite).
- Pierres provenant des études de Scacchi.
- Collection de Grands Cristaux (comprenant une paire de cristaux de quartz hyalins de Madagascar, pesant 482 kg, donnés à Charles III de Bourbon en 1740).
- collection de météorites et collection Tufi Campani dans la salle Parascandola.

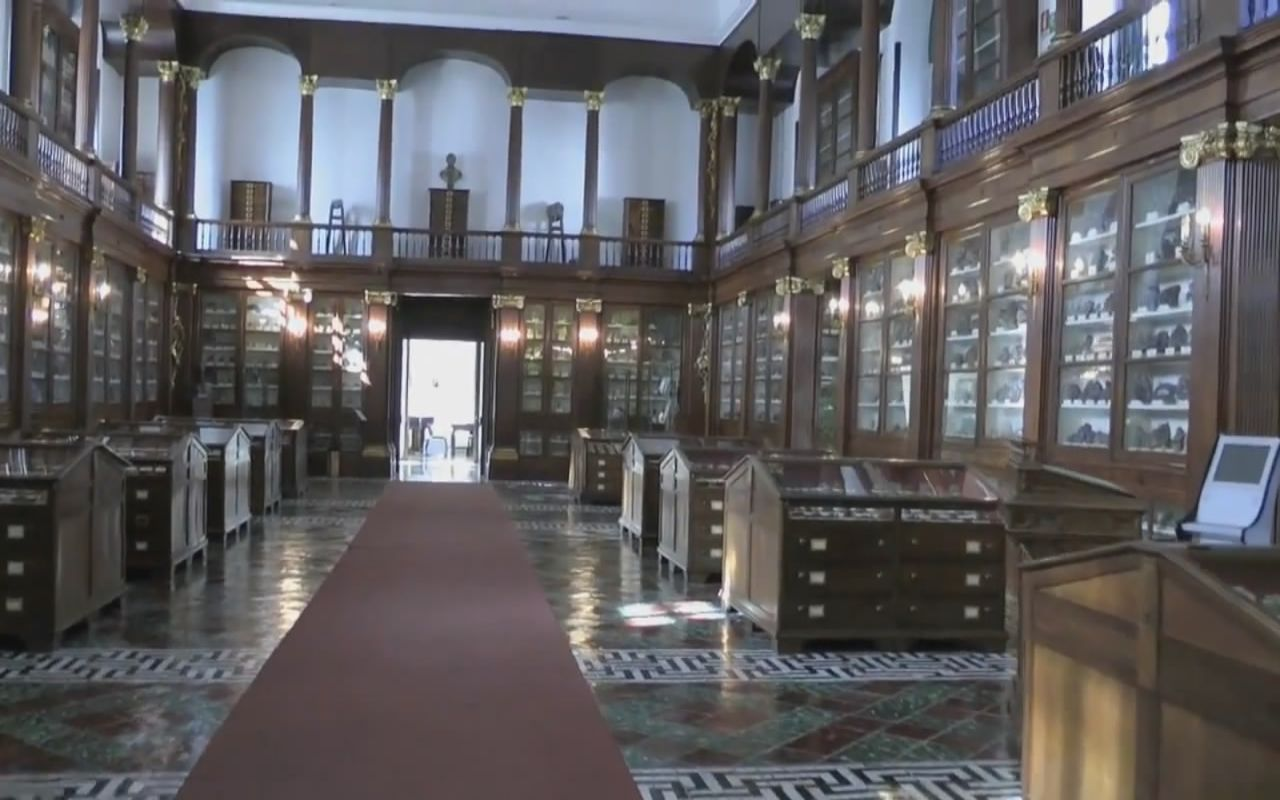
Salle Scacchi

## Événements célèbres
- En 1845, il était le siège du VIIe congrès des scientifiques italiens.
- En 1848, les premières réunions de la chambre des députés eurent lieu dans la salle monumentale du musée, après l’accord de la constitution par Ferdinand II. Les fresques créées pour l'inauguration du parlement napolitain ont été perdues à cause des effondrements provoqués par le tremblement de terre de 1930.
- En 1860, le musée hébergea l'un des bureaux de vote pour le référendum sur l'annexion au royaume d'Italie.
- En 1932, les fossiles conservés dans le musée ont servi à constituer le musée de paléontologie de Naples.
- En 1980, un tremblement de terre ayant sérieusement endommagé le pavement du Salone, obligea à des travaux de restauration radicaux (des traces d’un sol existant ont également été découvertes).
- En 1992, le musée des sciences physiques et naturelles de Federico II a été créé. Il comprend les musées de zoologie, de minéralogie, d’anthropologie et de paléontologie.